# Guido de Pallavicini
Guido de Pallavicini da Dinastia Pallavicini, foi Marquês do Marquesado de Bodonitsa, estado cruzado na Grécia. Governou de 1204 até 1237 e foi vassalo do Reino de Tessalónica, criado após a conquista de Constantinopla pelos cruzados na Quarta Cruzada em 1204. Foi seguido no governo do marquesado por Ubertino Pallavicini.